# Tipulamima
Tipulamima is een geslacht van vlinders uit de familie wespvlinders (Sesiidae), onderfamilie Sesiinae.
Tipulamima is voor het eerst wetenschappelijk beschreven door Holland in 1893. De typesoort is Tipulamima flavifrons.

## Soorten
Tipulamima omvat de volgende soorten:
- Tipulamima aristura (Meyrick, 1931) (zie Camaegeria aristura)
- Tipulamima auronitens (Le Cerf, 1913)
- Tipulamima festiva (Beutenmüller, 1899)
- Tipulamima flammipes (Hampson, 1910)
- Tipulamima flavifrons Holland, 1893
- Tipulamima grandidieri (Le Cerf, 1917)
- Tipulamima haugi (Le Cerf, 1917)
- Tipulamima hypocalla Le Cerf, 1937
- Tipulamima ivondro Viette, 1955
- Tipulamima malimba (Beutenmüller, 1899)
- Tipulamima nigriceps Hampson, 1919
- Tipulamima opalimargo (Le Cerf, 1913)
- Tipulamima pedunculata (Hampson, 1910)
- Tipulamima pyrosoma Hampson, 1919
- Tipulamima sexualis (Hampson, 1910)
- Tipulamima seyrigi Viette, 1955
- Tipulamima sophax (Druce, 1899) (zie Camaegeria sophax)
- Tipulamima sylvestralis (Viette, 1955) (zie Camaegeria sylvestralis)
- Tipulamima tricincta (Le Cerf, 1916)
- Tipulamima xanthopimplaeformis (Viette, 1955) (zie Camaegeria xanthopimplaeformis)